# Robert Barkström
Robert Olof Gustaf Barkström, tidigare Gustafsson, född 10 oktober 1929 i Grangärde församling, är en svensk officer i Flygvapnet.

## Biografi
Robert Barkström, tidigare Gustafsson, antogs 1949 som fältflygarelev vid Flygvapnet. Han genomgick FÖFS, Förberedande fältflygarskola,
vid F2 1949-1950, och fick sin flygutbildning vid F5 i Ljungbyhed 1950-1951. Han placerades därefter på F9 utanför Göteborg. Flottiljen hade då utrustats med J28 Vampire. Åren 1952 till 1954 genomgick han Försvarets Läroverk i Uppsala och tog studentexamen där 1954. 1955-1956 genomgick han F20, Flygkadettskolan.
Barkström blev fänrik i Flygvapnet 1956. Han befordrades till löjtnant 1958, till kapten 1964, till major 1969, till överstelöjtnant 1972 och till överste 1980.
Barkström inledde sin militära karriär som officer i Flygvapnet vid Svea Flygflottilj,F8,Barkarby 1956 och senare vid F18 Tullinge. Han tjänstgjorde med FN:s fredsbevarande styrkor i Kongo 1960. Han genomgick Militärhögskolans allmänna och högre kurser åren 1962-1966. 1966-68 tjänstgjorde han på den luftoperativa avdelningen vid Milostab NN i Östersund. 1969–1972 tjänstgjorde han som lärare i flygtaktik på Flyglinjen vid Militärhögskolan i Stockholm. 1969 - 1971 var han flygchef vid F10 i Ängelholm och 1972–1973 var han lärare vid Flygvapnets bomb- och skjutskola (FBS). Parallellt med sin tjänst vid Flygvapnets bomb- och skjutskola, var han åren 1973–1975 chef för Luftoperativa avdelningen vid Östra militärområdesstaben i Strängnäs. Åren 1975 till 1980 var han lärare i strategi vid Militärhögskolan, de sista åren som huvudlärare i ämnet. 1980–1982 var han ställföreträdande flottiljchef för Jämtlands flygflottilj (F 4/Se N3). 1982–1983 var han ställföreträdande sektorflottiljchef och tillika flottiljchef för Jämtlands flygflottilj (F 4/Se NN). 1984–1988 var han chef för Flyglinjen vid Militärhögskolan. Barkström lämnade Flygvapnet 1990 efter 40 års aktiv flygtjänst och tjänstgjorde därefter till 1992 som konsult vid FörsvarsData.
Han var från 1950 till hustruns död gift med Inga-Britt Viktoria född Engström (1932–1992). Han har på äldre dagar antagit namnet Barkström.

## Utmärkelser
- Riddare av Svärdsorden, 6 juni 1974.[4]